# Elecciones provinciales de Ontario de 2018
Las elecciones provinciales de Ontario de 2018 ocurrieron el 7 de junio de 2018, para elegir miembros de la 42.ª legislatura de la provincia canadiense de Ontario. El Partido Conservador Progresista, liderado por el exconcejal de Toronto Doug Ford, obtuvo una victoria aplastante, obteniendo la mayoría absoluta de escaños, y convirtiendo a Ford en la 26.ª persona en ejercer como Primer ministro de Ontario, tan solo tres meses de haber sido seleccionado como líder de su partido.
El Nuevo Partido Democrático, liderado por Andrea Horwath, logró su mejor resultado desde 1990, posicionándose como la Oposición Oficial. El Partido Liberal, en el gobierno hace 15 años y liderado por la entonces Primera ministra Kathleen Wynne sufrió la peor derrota de un partido gobernante en la historia de la provincia, junto con obtener el peor resultado en la historia del partido. Wynne, que ya había concedido que no ganaría la elección días antes, renunció como líder de su partido días después. Sería la primera vez desde la década de 1940 que el partido no obtiene estatus oficial en la legislatura. El Partido Verde, a pesar de perder votos en comparación a la elección anterior, logró por la primera vez elegir un miembro, siendo este su líder Mike Schreiner, en el distrito de Guelph. 

## Contexto
La elección se llevó a cabo bajo el escrutinio mayoritario uninominal, y fue la 42.ª elección en la historia de la provincia. Entre la última elección y esta, ocurrió la redistribución de distritos electorales, ampliando el tamaño del parlamento de 107 a 124 escaños.
La última elección había resultado en una cuarta victoria consecutiva para el Partido Liberal, que había llegado al gobierno provincial en 2003, al mando de Dalton McGuinty, pero este se retiró en 2013, siendo reemplazado por Kathleen Wynne. Entrando a la campaña electoral, los sondeos predecían una fuerte derrota para los Liberales, que sufrieron una caída de popularidad luego de la privatización de Hydro One en 2015, luego de haber prometido no hacerlo tan solo un año atrás, además de críticas por "una alta deuda provincial, altos precios de electricidad, y decisiones costosas y políticamente expedientes".

## Resultados
|  | 40.19 % |

|  | 33.34 % |

|  | 19.42 % |

|  | 4.57 % |

|  | 0.14 % |

|  | 2.34 % |

|  | 98.94 % |

|  | 1.06 % |

|  | 100.00 % |

|  | 56.67 % |